# Mississippiano
| Permiano                                                                                              | Cisuraliano    | Asseliano     | Più recente   |
| Carbonifero                                                                                           | Pennsylvaniano | Gzheliano     | 303,7 ± 0,1   |
| Carbonifero                                                                                           | Pennsylvaniano | Kasimoviano   | 307,0 ± 0,1   |
| Carbonifero                                                                                           | Pennsylvaniano | Moscoviano    | 315,2 ± 0,2   |
| Carbonifero                                                                                           | Pennsylvaniano | Bashkiriano   | 323,4 ± 0,4   |
| Carbonifero                                                                                           | Mississippiano | Serpukhoviano | 330,4 ± 0,4   |
| Carbonifero                                                                                           | Mississippiano | Viséano       | 346,7 ± 0,4   |
| Carbonifero                                                                                           | Mississippiano | Tournaisiano  | 358,86 ± 0,19 |
| Devoniano                                                                                             | Superiore      | Famenniano    | Più antico    |
| Suddivisione del sistema del Carbonifero secondo la Commissione internazionale di stratigrafia (ICS). |                |               |               |

Nella scala dei tempi geologici il Mississippiano (in Europa noto anche come Carbonifero inferiore), viene considerato dalla Commissione internazionale di stratigrafia come il primo dei due sub-periodi in cui viene suddiviso il Carbonifero, che a sua volta è il quinto periodo dei sei che compongono l'era del Paleozoico.
Il Mississippiano va da 359,2 ± 2,5 a 318,1 ± 1,3 milioni di anni fa (Ma). È preceduto dal Devoniano, il quarto periodo dell'era del Paleozoico e seguito dal Pennsylvaniano.
A questo periodo risale la formazioni dei monti Appalachi negli Stati Uniti.

## Etimologia
Il termine di Mississippiano fu proposto nel 1869 dal geologo statunitense Alexander Winchell che lo identificò nelle rocce calcaree esposte nella valle del fiume Mississippi. Nel 1891 questi profili stratigrafici furono messi in rapporto da H. S. Williams con gli strati ricchi di residui carboniosi del Pennsylvaniano. Questa suddivisione non è però del tutto corrispondente a quella del Carbonifero inferiore dell'Europa. Nel 2004 la Commissione Internazionale di Stratigrafia e la IUGS hanno ratificato questa suddivisione come sotto-periodo del Carbonifero.

## Definizioni stratigrafiche e GSSP
La base del Mississippiano, nonché dell'intero Carbonifero, è fissata dalla prima comparsa del conodonte Siphonodella sulcata
come passaggio evolutivo dalla Siphonodella praesulcata.
Il limite superiore è dato dalla prima comparsa negli orizzonti stratigrafici dei fossili di conodonte Declinognathodus nodiliferus.

### GSSP
Il GSSP, lo stratotipo ufficiale di riferimento della Commissione Internazionale di Stratigrafia, è stato identificato in un profilo di La Serre, nel versante sudovest della Montagne Noire, in Francia.
Si tratta di una trincea profonda circa 80 cm, posizionata 125 m a sud della cima del monte La Serre (252 m), situata 525 m a ovest della Maison La Roquette, che si trova 2,5 km a nordovest del villaggio di Fontès nel dipartimento di Hérault.

## Caratteristiche
Nell'America settentrionale, dove i sedimenti consistevano soprattutto di calcare marino, fu un periodo geologico intenso tra il Devoniano ed il Pennsylvaniano. In Europa, l'era Mississippiana e Pennsylvaniana produssero una continua sedimentazione nelle pianure del continente.
Come per la maggior parte delle altre unità geocronologiche, gli strati rocciosi che definiscono il Mississippiano sono ben identificati, ma le date esatte dell'inizio e della fine sono incerte e oscillano con un'approssimazione di circa alcuni milioni di anni.

## Suddivisioni
La Commissione Internazionale di Stratigrafia riconosce per il Mississippiano, la suddivisione in tre epoche e tre piani o piani, ordinati dal più recente al più antico secondo il seguente schema, che riporta a fianco anche la precedente convenzione europea, che utilizzava una suddivisione di tipo diverso:
- - Mississippiano Superiore 
    - Serpukhoviano (328,3 ± 1,6 - 318,1 ± 1,3 Ma) / Namuriano

  - Mississippiano Medio 
    - Viséano (345,3 ± 2,1 - 328,3 ± 1,6 Ma) /Dinantiano

  - Mississippiano Inferiore 
    - Tournaisiano (359,2 ± 2,5 - 345,3 ± 2,1 Ma)

I primi due piani vengono dalla stratigrafia europea, l'ultimo da quella russa.
Prima della fissazione ufficiale delle suddivisioni da parte della IUGS nel 2004, venivano utilizzate anche altre suddivisioni locali. Nel sistema nordamericano ad esempio il Mississippiano veniva suddiviso in quattro piani:
- Kinderhookiano (inferiore di due terzi del Tournaisiano)
- Osageano (Tournaisiano superiore e parte inferiore del Viseano)
- Merameciano (Viseano intermedio)
- Chesteriano (Viseano superiore più Serpukhoviano)